# 于宗潼
于宗潼（1860年—1934年），字梓生，号西园，山東省登州府福山縣（今煙台市福山區）湘河村人，清末政治人物，官至四川勸業道。

## 生平
光緒十五年（1889年）己丑科三甲37名進士。同年五月，分部学习。光绪三十二年（1906年）十月任四川夔州府知府。累官四川勸業道。
宣統三年（1911年），清政府收归川汉、粤汉铁路路权，以作为抵押向四国银行团借款。川、鄂、湘、粤四省民众联合抵制，于宗潼率数十名地方官员联名致电内阁，痛陈“川民争路争约，志坚理足”，“民意不可欺，路权不能卖”，并反对四川总督镇压，被削职。

## 著作
民國元年（1912年）回鄉，熱心公益，参修《山东通志》，总纂《福山县志》。著作有《浣薇书屋遗稿》等。